# Enar Josefsson
Gustaf Enar Josefsson (6 września 1916 w Åsele, zm. 18 grudnia 1989 w Sztokholmie) – szwedzki biegacz narciarski, brązowy medalista olimpijski oraz trzykrotny medalista mistrzostw świata.

## Kariera
Igrzyska olimpijskie w Oslo w 1952 roku były pierwszymi i zarazem ostatnimi w jego karierze. Wspólnie z Sigurdem Anderssonem, Nilsem Täppem i Martinem Lundströmem wywalczył tam brązowy medal w sztafecie. Na tych samych igrzyskach zajął 13. miejsce w biegu na 18 km techniką klasyczną.
W 1950 roku wystartował na mistrzostwach świata w Lake Placid. Wraz z Nilsem Täppem, Karlem-Erikiem Åströmem i Martinem Lundströmem zdobył złoty medal w sztafecie. Ponadto wywalczył srebrne medale w biegu na 18 km, w którym wyprzedził go jedynie Åström oraz na dystansie 50 km stylem klasycznym, ulegając jedynie kolejnemu swemu rodakowi Gunnarowi Erikssonowi. Na kolejnych mistrzostwach już nie startował.

## Osiągnięcia

### Igrzyska olimpijskie
| Miejsce | Dzień     | Rok  | Miejscowość | Konkurencja             | Wynik     | Strata    | Zwycięzca        |
| ------- | --------- | ---- | ----------- | ----------------------- | --------- | --------- | ---------------- |
| 13.     | 18 lutego | 1952 | Oslo        | 18 km stylem klasycznym | 1:01:34 h | +3:36 min | Hallgeir Brenden |
| 3.      | 23 lutego | 1952 | Oslo        | Sztafeta 4 × 10 km      | 2:20:16 h | +3:57 min | Finlandia        |

### Mistrzostwa świata
| Miejsce | Dzień    | Rok  | Miejscowość | Konkurencja             | Czas biegu | Strata | Zwycięzca        |
| ------- | -------- | ---- | ----------- | ----------------------- | ---------- | ------ | ---------------- |
| 2.      | 3 lutego | 1950 | Lake Placid | 18 km stylem klasycznym | 1:06:16    | +0:12  | Karl-Erik Åström |
| 1.      | 5 lutego | 1950 | Lake Placid | Sztafeta 4 × 10 km      | 2:39:59    | -      | -                |
| 2.      | 6 lutego | 1950 | Lake Placid | 50 km stylem klasycznym | 2:59:05    | +0:56  | Gunnar Eriksson  |